# Roland Bocquet

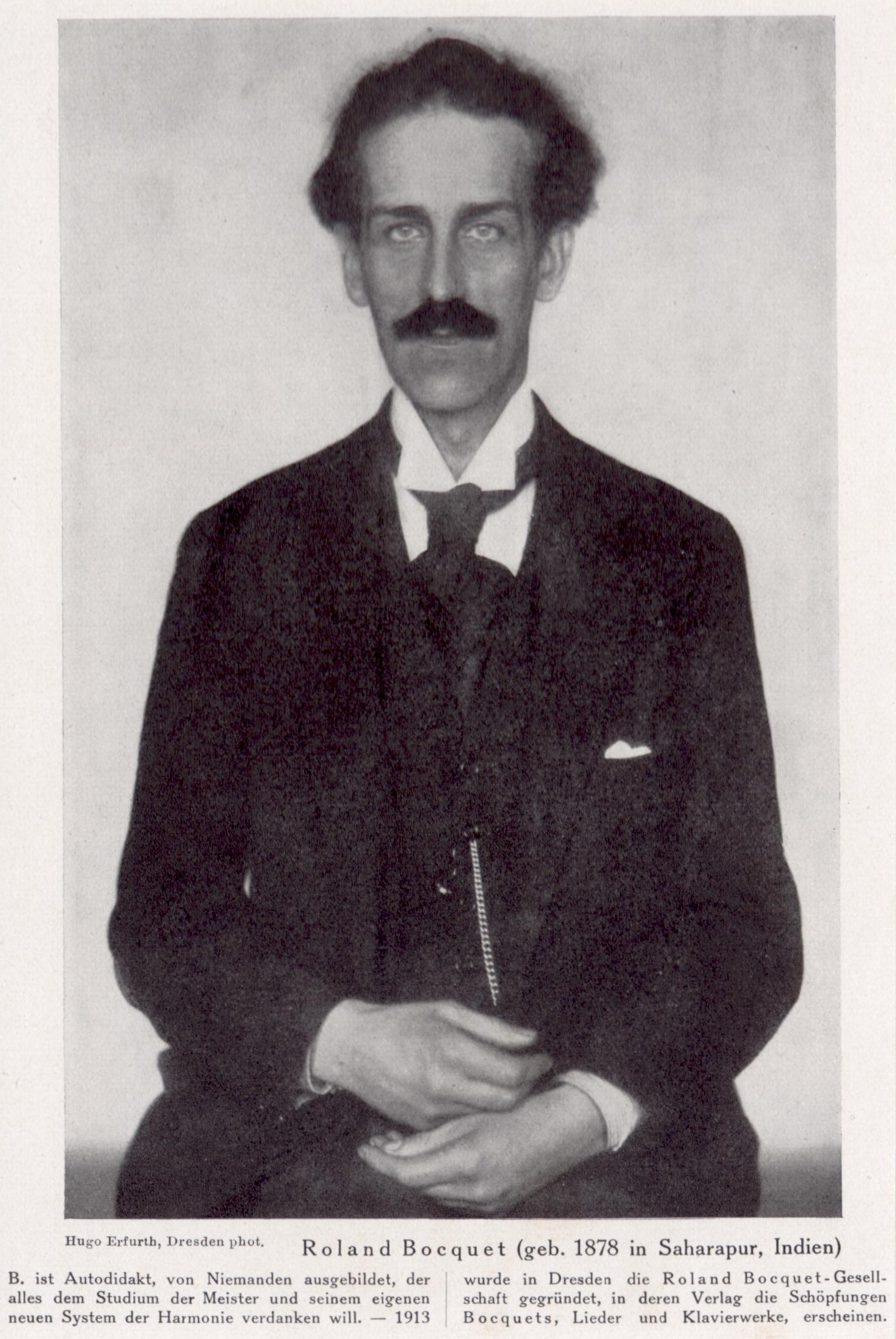
Hugo Erfurth: Roland Bocquet

Roland Bocquet (eigentlich Hugh Rowland Bocquet, * 3. Juni 1878 in Saharanpur, Indien; † 16. Oktober 1956 in Zürich) war ein britischer, in Dresden ansässiger Komponist und Pianist.

## Leben
Roland Bocquet wurde als Sohn des britischen Eisenbahningenieurs William Sutton Bocquet (1848–1889) und dessen Ehefrau Jessie Van Zuylen van Nyevelt de Gasbeke, einer flämischen Baronesse, geboren. Er begann zunächst eine Offizierslaufbahn bei den Royal Engineers, wechselte jedoch bald zu Musik. 1900 siedelte er nach Dresden über, wo er als Komponist und Liedbegleiter tätig war. Im Winter 1906/1907 bekam er Besuch von Arnold Bax, der ihm die Ballade  The Twa Corbies widmete.  Mit dem an der Dresdner Oper engagierten Sänger Leon Rains (1870–1954) unternahm Bocquet 1913 eine Tournee durch die USA, wobei auch seine eigenen Werke aufgeführt wurden. Nach Ausbruch des Ersten Weltkriegs war er bis 1918 im Internierungslager Ruhleben (Berlin) interniert. Anschließend kehrte er nach Dresden zurück und wurde 1936 Professor für Musiktheorie am dortigen Konservatorium. Nach dem Krieg siedelte er nach Meißen über, bevor er 1954 in die Schweiz auswanderte. Er starb 1956 in Zürich an einem Herzinfarkt.

## Werk
Roland Bocquet verfasste über 60 Lieder, u. a. auf Texte von Joseph von Eichendorff, Hermann Hesse, Friedrich Nietzsche, Max Dauthendey, Otto Julius Bierbaum und den Dresdner Lyriker Friedrich Kurt Benndorf, zu dem er auch persönliche Beziehungen unterhielt. Daneben schrieb er zahlreiche, z. T. virtuose Klavierwerke. Am berühmtesten wurde seine Ballade in c-Moll (Dezember 1910), von der auch eine in Ruhleben entstandene Orchesterfassung von Frederick Charles Adler im Hessischen Hauptstaatsarchiv Wiesbaden überliefert ist.
Zu Lebzeiten wurden seine Werke in den großen Musikzentren, in Dresden, Berlin, München, Wien, Paris, London und New York von z. T. namhaften Künstlern – u. a. Erna Berger, Georg Anthes, Max Reger und Adrian Boult – aufgeführt. Die Presse würdigte seine zwischen Tradition und Avantgarde, zwischen Jugendstil und Impressionismus changierende und durch eine große Sinnlichkeit und raffinierte Harmonik gekennzeichnete Musik zumeist sehr positiv.
In Dresden existierte die „Roland Bocquet-Gesellschaft“, die sich dem Druck und der Aufführung seiner Werke widmete und nach Kriegsende, 1946, als nicht mehr am Leben aus dem Vereinsregister gelöscht wurde. Vorsitzender der Gesellschaft war zunächst der Rechtsanwalt Franz Benndorf, ab 1927 der Pianist Walter Schaufuß-Bonini.

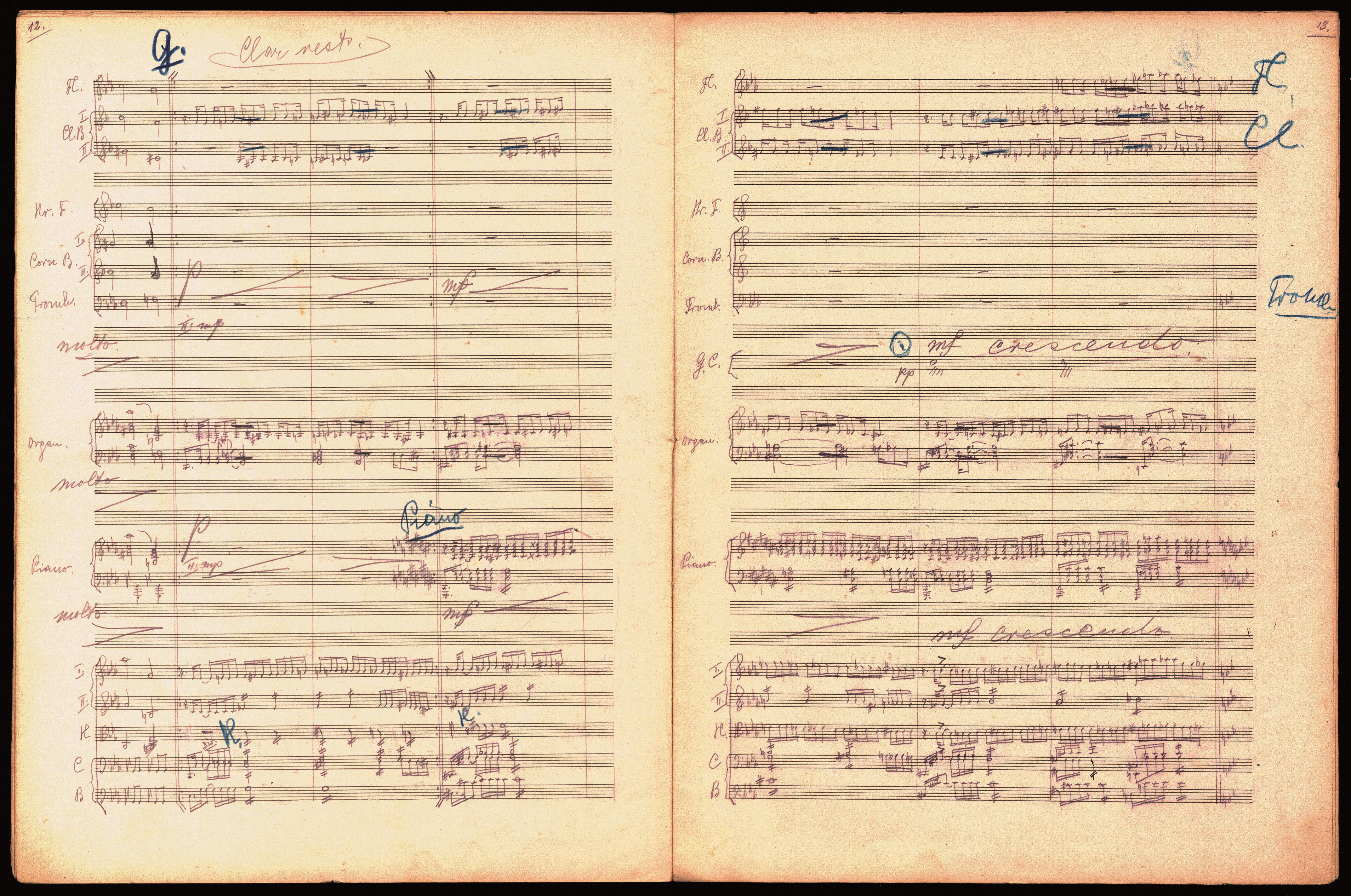
Partitur von Charles Frederic Adler, Bearbeitung einer Ballade von Roland Bocquet für großes Orchester (Hessisches Hauptstaatsarchiv Wiesbaden Abt. 3037 Nr. 1)

## Archivalien
- Sächsische Landesbibliothek – Staats- und Universitätsbibliothek Dresden
- Hessisches Hauptstaatsarchiv Wiesbaden